# Romulea setifolia
Romulea setifolia är en irisväxtart som beskrevs av Nicholas Edward Brown. Romulea setifolia ingår i släktet Romulea och familjen irisväxter.

## Underarter
Arten delas in i följande underarter:
- R. s. aggregata
- R. s. belviderica
- R. s. ceresiana
- R. s. setifolia